# كريستيان جوي
كريستيان جوي (بالإنجليزية: Christian Joy)‏ هي مصممة أزياء أمريكية، ولدت في 22 ديسمبر 1973.